# Tagoro
Tagoro es una entidad de población perteneciente al municipio de Tacoronte, en la isla de Tenerife —Canarias, España—.

## Toponimia
Tagoro es una variante del término de procedencia guanche tagoror, especie de plaza cercada de piedras donde se reunía el mencey con los nobles y se impartía justicia, y que algunos autores traducen literalmente como 'cercado circular'.

## Características
Se trata de un núcleo situado en la zona baja de Tacoronte, a cuatro kilómetros del centro municipal y a una altitud media de 252 m s. n. m. Se encuentra atravesado por el barranco Vicario, cuyas aguas son recogidas en la presa homónima para el riego de los cultivos de esta zona.
El barrio cuenta con una ermita dedicada a la Cruz y con una iglesia, varias plazas públicas y parques infantiles, un salón cultural e instalaciones deportivas.

## Demografía
| Año        | 2000 | 2001 | 2002 | 2003 | 2004 | 2005 | 2006 | 2007 | 2008 | 2009 | 2010 | 2011 | 2012 | 2013 |
| ---------- | ---- | ---- | ---- | ---- | ---- | ---- | ---- | ---- | ---- | ---- | ---- | ---- | ---- | ---- |
| Habitantes | 838  | 874  | 888  | 913  | 902  | 901  | 892  | 887  | 889  | 860  | 839  | 855  | 886  | 906  |

## Economía
Tagoro es un núcleo agrícola, con tierras dedicadas al cultivo de la viña e invernaderos de plataneras.

## Fiestas
En el barrio se celebran las fiestas de la Cruz de Tagoro la primera quincena de julio.

## Comunicaciones
Se llega al barrio principalmente a través de la calle Tagoro.

### Transporte público
En autobús —guagua— queda conectado mediante la siguiente línea de TITSA: 
| Línea | Trayecto                                         | Recorrido     |
| ----- | ------------------------------------------------ | ------------- |
| 023   | Tacoronte - El Pris (por El Calvario y Guayonje) | Horario/Línea |